# Richard Risley Carlisle
Richard Risley Carlisle (1814-1874) est un acrobate et antipodiste américain qui se produisait sous le nom de « professeur Risley » avec ses « fils ». 
Il est connu pour avoir développé un numéro de cirque appelé le Risley act, notamment repris par les Hanlon-Lees, et pour avoir introduit aux États-Unis des numéros de cirque japonais.